# (1231) Auricula
(1231) Auricula – planetoida z grupy pasa głównego asteroid okrążająca Słońce w ciągu 4 lat i 133 dni w średniej odległości 2,67 au. Została odkryta 10 października 1931 roku w Landessternwarte Heidelberg-Königstuhl w Heidelbergu przez Karla Reinmutha. Nazwa planetoidy pochodzi od łacińskiej nazwy pierwiosnka. Przed nadaniem nazwy planetoida nosiła oznaczenie tymczasowe (1231) 1931 TE2.
Pierwsze litery nazw planetoid od numeru 1227 do 1234 (G.eranium, Scabiosa, Tilia, Riceia, Auricula, Cortusa, Kobresia, Elyna) odnoszą się do niemieckiego astronoma Gustawa Stracke (G. Stracke), który obliczył ich orbity, lecz poprosił, by żadna z planetoid nie była nazwana jego nazwiskiem.